# Melequeoque

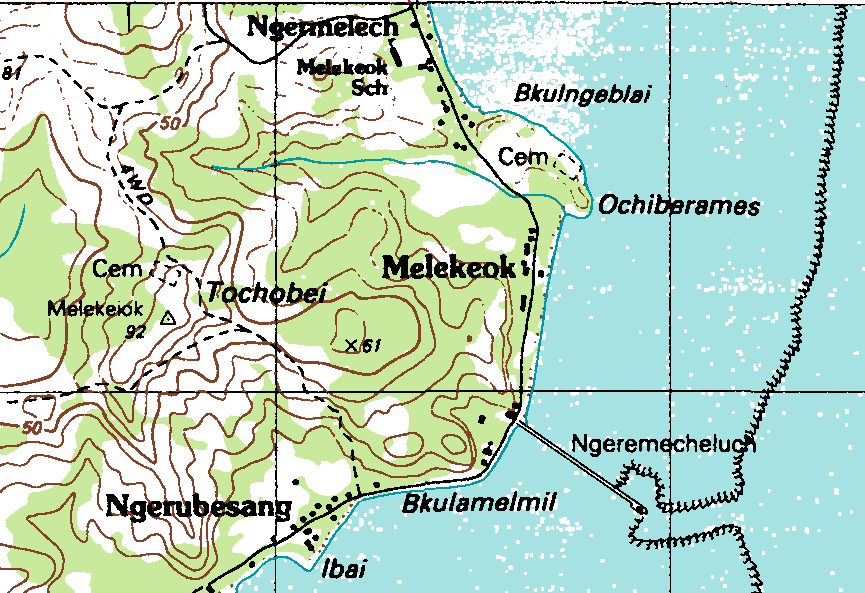
O estado de Melequeoque, num mapa topográfico

Bandeira de Melequeoque

Melequeoque ou Melekeok (Melekeok em inglês e palauense) é um dos 16 estados de Palau, sendo que é nele que se localiza a capital de Palau, Ngerulmud. É também o nome de uma localidade dentro do estado.
Está situado na costa este da maior ilha de Palau, Babeldaob. Tem uma área de 28,5 km² e fica entre Ngchesar, a sul, e Ngiwal, a norte.
Em 7 de outubro de 2006, a cidade de Ngerulmud, pertencente ao estado, tornou-se na nova capital, substituindo Koror. No último censo, Melequeoque tinha apenas 261 habitantes.
Melequeoque fica perto do maior lago de água doce da Micronésia, o Lago Ngardok (493 hectares), que tem uma pequena população de crocodilos marinhos.

## Divisões
O estado de Melequeoque está dividido por sete aldeias, incluindo Melequeoque, a capital:
- Melequeoque
- Ertong
- Ngeburch
- Ngeremecheluch
- Ngermelech
- Ngerubesang
- Ngeruling